# سيباستيان باركر
سيباستيان باركر (بالإنجليزية: Sebastian Barker)‏ هو مصمم صوتي ‏ وشاعر بريطاني، ولد في 16 أبريل 1945، وتوفي في 31 يناير 2014.

## وصلات خارجية
- سيباستيان باركر على موقع ميوزك برينز (الإنجليزية)